# Ghiacciaio pedemontano Endeavour
Il ghiacciaio pedemontano Endeavour è un ghiacciaio pedemontano lungo circa 11 km e largo 4, situato sulla costa occidentale dell'isola di Ross, nella regione centro-occidentale della Dipendenza di Ross, in Antartide. Il ghiacciaio, il cui punto più alto si trova a circa 400 m s.l.m., è situato in particolare tra la parte sud-occidentale del monte Bird e punta Micou, di fronte alla baia di Wohlschlag.

## Storia
Il ghiacciaio pedemontano Endeavour è stato scoperto nel 1840 dalla spedizione comandata da Sir James Clark Ross ma è stato così battezzato solo in seguito, proseguendo la tradizione che vede le formazioni geografiche circostanti battezzati in ricordo di navi impiegate in Antartide, in omaggio alla HMNZS Endeavour, una petroliera neozelandese che per almeno 10 stagioni, dalla 1962-63 alla 1971-72, è stata utilizzata per trasportare prodotti petroliferi e merci alla base Scott e alla stazione McMurdo.